# Синий ивовый листоед
Синий ивовый листоед (лат. Chrysomela collaris) — вид жуков-листоедов из подсемейства хризомелин. Распространён в Европе, Сибири, Казахстане, Монголии, на Дальнем Востоке России и в северо-восточном Китае. Длина тела имаго 5,5—7,5 мм.
Питаются на различных ивах, в частности на иве ползучей, иве прутовидной, иве ушастой, иве ломкой и иве розмаринолистной, а также некоторыми видами тополей, в том числе тополь чёрный и осина.